# Muzej u Humcu
Muzej na Humcu najstariji je muzej u Bosni i Hercegovini, osnovan 1884. godine. Nalazi se u sklopu franjevačkog samostana na Humcu pokraj Ljubuškoga.
U muzeju su izloženi predmeti prikupljeni na širem prostoru Hercegovine od starijeg kamenog doba (paleolitika) do današnjih dana. Jedan od najznačajnijih izložaka je Humačka ploča, najstariji sačuvani spomenik pisan na hrvatskom jeziku (mješavinom glagoljice i starohrvatske ćirilice - bosančice) na području današnje Bosne i Hercegovine.

## O muzeju
Ideja o osnutku muzeja pojavila se polovicom XIX. stoljeća u krugu hercegovačkih franjevaca kada počinje organizirani oblik evidentiranja, prikupljanja i čuvanja kulturno-povijesne građe, čime su se franjevci bavili i prije. Zahvaljujući pojedinim župnicima i drugim učenim ljudima onoga vremena, u samostanu su se prikupljali brojni arheološki i drugi muzejski predmeti. Povjesničar, pisac i graditelj fra Petar Bakula je 1867. objavio svoj šematizam na latinskom jeziku koji je bio prvi korak u uspostavljanju muzeja. Zbirku muzeja obogatio je i fra Anđeo Nuić arheolog, konzervator i muzealac arheološkim nalazima do kojih je dolazio svojim terenskim radom, te otkupom i darovima. Nalazi su bili izloženi u jednoj prostoriji samostana, a muzej je otvoren u proljeće 1884. Iste je godine izradio statut i započeo voditi ulaznu knjigu prikupljenih predmeta.
Muzej je dugo vremena djelovao u skučenim prostorima, a 1969. je proširen na tri prostorije (prapovijesna, antička i srednjovjekovna zbirka) i na atrij (za kamene spomenike). Takav postav otvoren je 1973. Nakon šest godina zbog adaptacije samostana, muzej je bio zatvoren, da bi u prigodi 100. obljetnice 1984. bio ponovo otvoren. Stalni postav činile su tri zbirke: arheološka, kulturno-povijesna te lapidarij. Muzej je još jednom bio zatvoren, ovoga puta zbog Domovinskog rata 1992. Sadašnji postav čine predmeti iz širokog vremenskog razdoblja, počevši od paleolitika, preko neolitika, eneolitika, brončanog i željeznog razdoblja prapovijesti, te rimskog i kasnoantičkog vremena i na koncu srednjega vijeka.

## Vanjske poveznice
- Službene stranice